# جکی کارمایکل

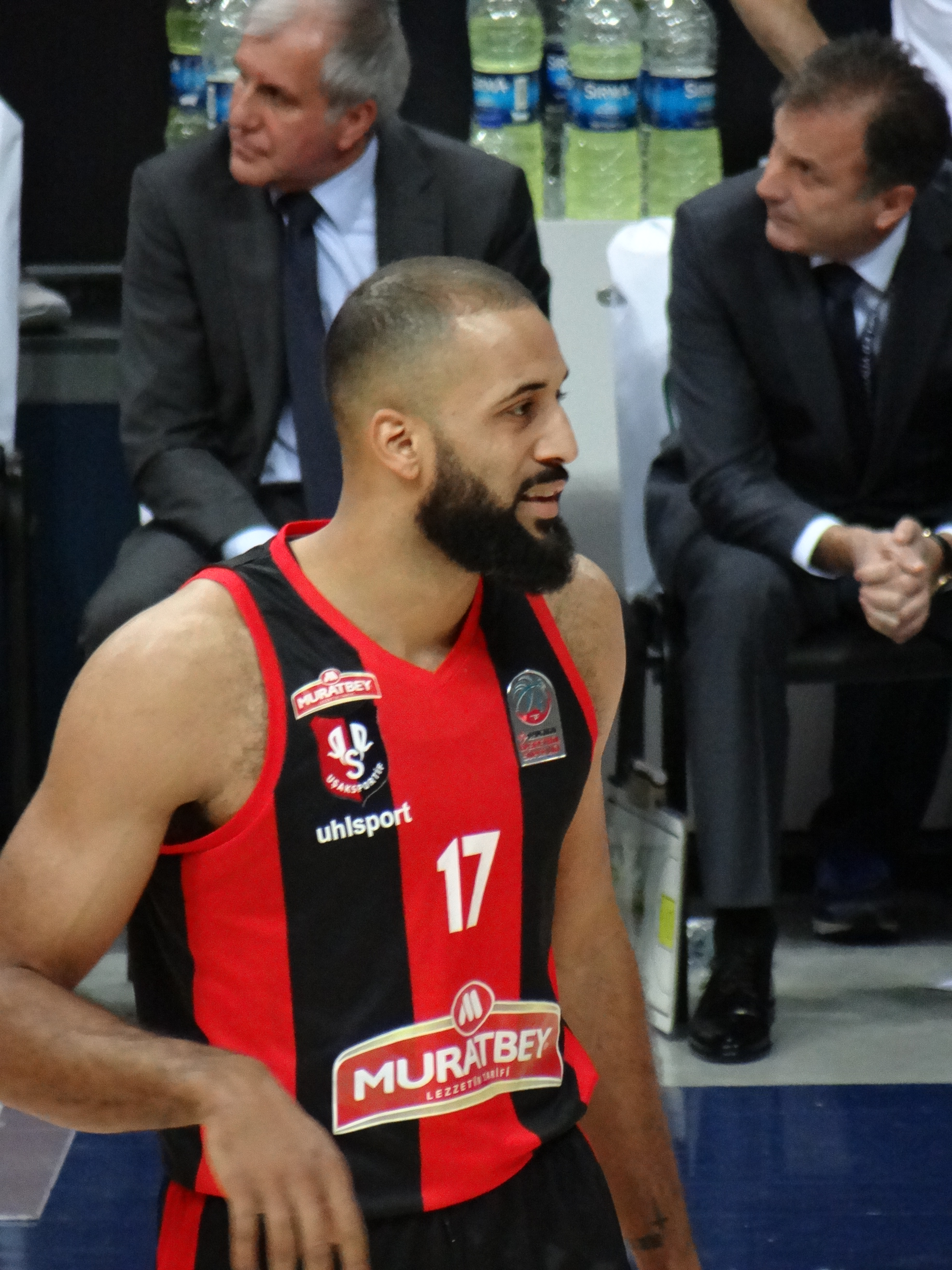
جکی کارمایکل، بسکتبالیست اهل آمریکا - ۲۰۱۷

جکی کارمایکل (زادهٔ ۲ ژانویه ۱۹۹۰) یک بسکتبالیست حرفه‌ای آمریکایی است. او قبل از بازی حرفه ای در اسپانیا، اسرائیل، ترکیه، روسیه، لبنان، بوسنی و هرزگوین و اسلوونی، یک بازیکن برجسته در دانشگاه ایالتی ایلینویز بود. او با خواننده، ترانه‌سرا و بازیگر لیسی کاوالیر ازدواج کرده‌است.